# Chiesa dei Santi Marco Evangelista e Caterina d'Alessandria
La chiesa dei Santi Marco Evangelista e Caterina d'Alessandria è la parrocchiale di Cellino San Marco, in provincia di Brindisi e arcidiocesi di Brindisi-Ostuni; fa parte della vicaria di Santa Maria Assunta.

## Storia
L'originaria chiesa dei Santi Marco e Caterina a un'unica navata venne edificata nel 1738; essa fu oggetto di un ampliamento nel biennio 1769-70 e poi ancora nel 1830. La struttura era comunque in condizioni così cattive da rendere necessarie nuove risistemazioni nel 1838 e nei due decenni seguenti.
Nel 1863 l'amministrazione comunale decise il rifacimento della parrocchiale; così, nel 1870 venne costruita, in sostituzione del luogo di culto settecentesco, la nuova chiesa neoclassica a tre navate, il cui progetto era stato redatto dall'architetto brindisino Antonio Rubini.
Tra il 1961 e il 1964 l'edificio fu interessato da alcuni restauri; nel 1983 si procedette al risaname delle facciate e degli infissi e alla realizzazione dell'adeguamento liturgico secondo le norme postconciliari mediante l'aggiunta dell'altare rivolto verso l'assemblea.

## Descrizione

### Esterno
La facciata a capanna, rivolta a sudovest, presenta centralmente il portale d'ingresso architravato e una finestra a lunetta ed è suddivisa da quattro lesene tuscaniche sorreggenti il timpano triangolare dentellato.
Annesso alla parrocchiale è il campanile a base quadrata, suddiviso in più registri da cornici marcapiano; la cella presenta su ogni lato una monofora a tutto sesto ed è coronata dalla balaustra.

### Interno
L'interno dell'edificio, la cui pianta è a croce latina, si compone di tre navate, separate da pilastri sorreggenti degli archi a tutto sesto e abbelliti da lesene con capitelli dorici che sorreggono la trabeazione modanata e aggettante sopra la quale si imposta il registro attico caratterizzato da finestre; al termine dell'aula si sviluppa il presbiterio, rialzato di alcuni gradini e chiuso dalla parete di fondo piatta.
Qui sono conservate diverse opere di pregio, tra le quali la pala con soggetto San Marco, eseguita da Giovanni Scatigni nel 1754, il novecentesco affresco ritraente Santa Caterina dAlessandria fra i dottori del Tempio, firmato da Leonardo Perrone, e i dipinti raffiguranti i Quattro Evangelisti, realizzati nel 1955 da Salvatore Murra.